# Verein für Rasenspiele 1921 Aalen 2017-2018
Questa voce raccoglie le informazioni riguardanti il Verein für Rasenspiele 1921 Aalen nelle competizioni ufficiali della stagione 2017-2018.

## Stagione
Nella stagione 2017-2018 l'Aalen, allenato da Peter Vollmann, concluse il campionato di 3. Liga al 12º posto.

## Rosa
| N. |                     | Ruolo | Calciatore           |
| -- | ------------------- | ----- | -------------------- |
| 1  | Germania (bandiera) | P     | Daniel Bernhardt     |
| 4  | Giappone (bandiera) | D     | Junya Suzuki         |
| 6  | Germania (bandiera) | C     | Rico Preißinger      |
| 7  | Germania (bandiera) | C     | Mattia Trianni       |
| 8  | Germania (bandiera) | C     | Lukas Lämmel         |
| 9  | Germania (bandiera) | A     | Cagatay Kader        |
| 10 | Germania (bandiera) | A     | Matthias Morys       |
| 13 | Germania (bandiera) | A     | Gerrit Wegkamp       |
| 15 | Grecia (bandiera)   | C     | Sebastian Vasiliadis |
| 16 | Germania (bandiera) | D     | Thomas Geyer         |
| 17 | Germania (bandiera) | D     | Sascha Traut         |
| 18 | Germania (bandiera) | D     | Robert Müller        |

| N. |                     | Ruolo | Calciatore            |
| -- | ------------------- | ----- | --------------------- |
| 19 | Germania (bandiera) | C     | Maximilian Welzmüller |
| 20 | Giappone (bandiera) | C     | Natsuhiko Watanabe    |
| 21 | Germania (bandiera) | D     | Thorsten Schulz       |
| 22 | Germania (bandiera) | P     | Raif Husic            |
| 23 | Germania (bandiera) | D     | Patrick Schorr        |
| 24 | Germania (bandiera) | A     | Luca Schnellbacher    |
| 25 | Canada (bandiera)   | C     | Daniel Stanese        |
| 26 | Germania (bandiera) | C     | Noah Feil             |
| 27 | Germania (bandiera) | C     | Marcel Bär            |
| 28 | Germania (bandiera) | P     | Matthias Layer        |
| 29 | Germania (bandiera) | D     | Antonios Papadopoulos |
| 33 | Germania (bandiera) | D     | Torben Rehfeldt       |

## Organigramma societario
Area tecnica
- Allenatore: Peter Vollmann
- Allenatore in seconda: Jan Kilian
- Preparatore dei portieri: Timo Reus
- Preparatori atletici: Achim Hägele, Kathrin Heisig

## Calciomercato

### Sessione estiva
| Acquisti | Acquisti           | Acquisti         | Acquisti |
| R.       | Nome               | da               | Modalità |
| -------- | ------------------ | ---------------- | -------- |
| C        | Marcel Bär         | Zwickau          |          |
| A        | Cagatay Kader      | FSV Francoforte  |          |
| D        | Torben Rehfeldt    | Werder Brema II  |          |
| A        | Luca Schnellbacher | Wehen Wiesbaden  |          |
| D        | Patrick Schorr     | Magonza II       |          |
| C        | Mattia Trianni     | Viktoria Berlino |          |

| Cessioni | Cessioni            | Cessioni          | Cessioni |
| R.       | Nome                | a                 | Modalità |
| -------- | ------------------- | ----------------- | -------- |
| A        | Mika Ojala          | Inter Turku       |          |
| A        | Martin Tošev        | Septemvri Sofia   |          |
| C        | Yannick Deichmann   | Lubecca           |          |
| A        | Philipp Hercher     | Norimberga II     |          |
| D        | Alexandros Kartalīs | Greuther Fürth II |          |
| A        | Steffen Kienle      | Ulma              |          |
| D        | Fabian Menig        | Preußen Münster   |          |
| D        | Torge Paetow        | Weiche Flensburgo |          |
| A        | Nico Rodewald       | Friburgo II       |          |
| D        | Daniel Schelhorn    | Kickers Stoccarda |          |

### Sessione invernale
| Acquisti | Acquisti           | Acquisti          | Acquisti |
| R.       | Nome               | da                | Modalità |
| -------- | ------------------ | ----------------- | -------- |
| D        | Junya Suzuki       | Waseda University |          |
| C        | Natsuhiko Watanabe | Keio University   |          |

| Cessioni | Cessioni | Cessioni | Cessioni |
| R.       | Nome     | a        | Modalità |
| -------- | -------- | -------- | -------- |

## Risultati

### 3. Liga

#### Girone di andata
| Arbitro: | Cortus |

|                  |           |  |
| Geyer 68’ (aut.) | Marcatori |  |

| Arbitro: | Hartmann |

|                       |           |               |
| Wegkamp 58’ Morys 69’ | Marcatori | 72’ Slišković |

| Arbitro: | Aarnink |

|                                     |           |                                        |
| von Piechowski 21’ Frahn 40’ (rig.) | Marcatori | 5’, 18’ Bär 13’ Welzmüller 45’ Wegkamp |

| Arbitro: | Gerach |

|                                      |           |  |
| Rehfeldt 6’ Bär 81’ (rig.) Morys 90’ | Marcatori |  |

| Aspach 19 agosto 2017, ore 14:00 CEST 5ª giornata | Sonnenhof G.   | 0 – 0 referto | Aalen | Mechatronik Arena (2 500 spett.)\| Arbitro: \| Steinhaus-Webb \| |
| Arbitro:                                          | Steinhaus-Webb |               |       |                                                                  |

| Arbitro: | Börner |

|                |           |            |
| Welzmüller 56’ | Marcatori | 87’ Razeek |

| Arbitro: | Schwermer |

|                |           |                |
| Kleinsorge 64’ | Marcatori | 30’ Vasiliadis |

| Arbitro: | Siewer |

|                       |           |                                    |
| Morys 50’, 66’ (rig.) | Marcatori | 48’ Göbel 52’ Neumann 87’ Nikolaou |

| Arbitro: | Müller |

|                |           |                   |
| Kobylański 85’ | Marcatori | 90’ Schnellbacher |

| Arbitro: | Bacher |

|  |           |             |
|  | Marcatori | 80’ Schwede |

| Arbitro: | Schütz |

|            |           |  |
| Evseev 54’ | Marcatori |  |

| Arbitro: | Bokop |

|                                 |           |                      |
| Vasiliadis 87’ Kader 90’ (rig.) | Marcatori | 44’ König 61’ Öztürk |

| Arbitro: | Schwermer |

|                                         |           |  |
| Wassey 10’ (rig.) Srbeny 79’ Michel 87’ | Marcatori |  |

| Arbitro: | Lossius |

|           |           |  |
| Traut 41’ | Marcatori |  |

| Arbitro: | Müller |

|                                    |           |             |
| Preißinger 47’ Vasiliadis 55’, 67’ | Marcatori | 45’ Eismann |

| Arbitro: | Storks |

|                                                    |           |            |
| Heider 30’ Álvarez 37’ (rig.) Ajdini 62’ Iyoha 75’ | Marcatori | 21’ Schorr |

| Arbitro: | Siewer |

|                                     |           |           |
| Schnellbacher 33’ Bär 45’ Morys 60’ | Marcatori | 82’ Stahl |

| Karlsruhe 2 dicembre 2017, ore 14:00 CET 18ª giornata | Karlsruhe | 0 – 0 referto | Aalen | Wildparkstadion (10 093 spett.)\| Arbitro: \| Sather \| |
| Arbitro:                                              | Sather    |               |       |                                                         |

| Arbitro: | Kornblum |

|         |           |  |
| Bär 59’ | Marcatori |  |

#### Girone di ritorno
| Arbitro: | Schwermer |

|           |           |                |
| Morys 13’ | Marcatori | 89’ Keita-Ruel |

| Arbitro: | Willenborg |

|                           |           |                                  |
| Ajani 19’, 56’ Fetsch 22’ | Marcatori | 49’ Schnellbacher 62’ Preißinger |

| Arbitro: | Pfeifer |

|                                            |           |                         |
| Schnellbacher 13’ Morys 61’ Preißinger 65’ | Marcatori | 16’ Baumgart 51’ Slavov |

| Arbitro: | Winter |

|                                 |           |  |
| Freiberger 15’ Oesterhelweg 75’ | Marcatori |  |

| Arbitro: | Brand |

|                                 |           |          |
| Morys 11’, 32’, 52’ Stanese 79’ | Marcatori | 40’ Sané |

| Arbitro: | Koslowski |

|  |           |           |
|  | Marcatori | 37’ Morys |

| Arbitro: | Kornblum |

|                  |           |            |
| Morys 18’ (rig.) | Marcatori | 44’ Gebers |

| Arbitro: | Zorn |

|                       |           |                             |
| Ademi 76’ Neumann 85’ | Marcatori | 31’ Schnellbacher 45’ Morys |

| Aalen 7 marzo 2018, ore 19:00 CET 28ª giornata | Aalen  | 0 – 0 referto | Preußen Münster | Ostalb Arena (3 024 spett.)\| Arbitro: \| Bläser \| |
| Arbitro:                                       | Bläser |               |                 |                                                     |

| Arbitro: | Günsch |

|                                                                 |           |                   |
| Beck 4’ Hainault 12’ Türpitz 14’ Weil 73’ Rother 82’ Costly 84’ | Marcatori | 24’ Schnellbacher |

| Arbitro: | Müller |

|             |           |  |
| Trianni 58’ | Marcatori |  |

| Arbitro: | Bokop |

|                         |           |                       |
| Gremsl 80’ Schnabel 86’ | Marcatori | 1’, 10’ Schnellbacher |

| Arbitro: | Aarnink |

|  |           |                                          |
|  | Marcatori | 7’, 56’ Michel 24’ Ritter 67’, 83’ Tietz |

| Arbitro: | Börner |

|            |           |  |
| Kazior 27’ | Marcatori |  |

| Arbitro: | Müller |

|                                     |           |                                  |
| Günther-Schmidt 32’, 60’ Suçsuz 69’ | Marcatori | 47’ Schnellbacher 72’ Vasiliadis |

| Arbitro: | Weickenmeier |

|                           |           |               |
| Schnellbacher 63’ Bär 84’ | Marcatori | 55’ Reimerink |

| Arbitro: | Lossius |

|  |           |                |
|  | Marcatori | 68’ Preißinger |

| Arbitro: | Cortus |

|  |           |                      |
|  | Marcatori | 9’ Pourié 55’ Gordon |

| Arbitro: | Sather |

|                              |           |  |
| Brandstetter 27’ Andrich 29’ | Marcatori |  |

## Statistiche

### Statistiche di squadra
| Competizione | Punti | In casa | In casa | In casa | In casa | In casa | In casa | In trasferta | In trasferta | In trasferta | In trasferta | In trasferta | In trasferta | Totale | Totale | Totale | Totale | Totale | Totale | DR |
| Competizione | Punti | G       | V       | N       | P       | Gf      | Gs      | G            | V            | N            | P            | Gf           | Gs           | G      | V      | N      | P      | Gf     | Gs     | DR |
| ------------ | ----- | ------- | ------- | ------- | ------- | ------- | ------- | ------------ | ------------ | ------------ | ------------ | ------------ | ------------ | ------ | ------ | ------ | ------ | ------ | ------ | -- |
| 3. Liga      | 50    | 19      | 10      | 5       | 4       | 30      | 23      | 19           | 3            | 6            | 10           | 18           | 34           | 38     | 13     | 11     | 14     | 48     | 57     | -9 |
| Totale       | 50    | 19      | 10      | 5       | 4       | 30      | 23      | 19           | 3            | 6            | 10           | 18           | 34           | 38     | 13     | 11     | 14     | 48     | 57     | -9 |

### Andamento in campionato
| Giornata  | 1  | 2 | 3 | 4 | 5 | 6 | 7 | 8 | 9 | 10 | 11 | 12 | 13 | 14 | 15 | 16 | 17 | 18 | 19 | 20 | 21 | 22 | 23 | 24 | 25 | 26 | 27 | 28 | 29 | 30 | 31 | 32 | 33 | 34 | 35 | 36 | 37 | 38 |
| --------- | -- | - | - | - | - | - | - | - | - | -- | -- | -- | -- | -- | -- | -- | -- | -- | -- | -- | -- | -- | -- | -- | -- | -- | -- | -- | -- | -- | -- | -- | -- | -- | -- | -- | -- | -- |
| Luogo     | T  | C | T | C | T | C | T | C | T | C  | T  | C  | T  | C  | C  | T  | C  | T  | C  | C  | T  | C  | T  | C  | T  | C  | T  | C  | T  | C  | T  | C  | T  | T  | C  | T  | C  | T  |
| Risultato | P  | V | V | V | N | N | N | P | N | P  | P  | N  | P  | V  | V  | P  | V  | N  | V  | N  | P  | V  | P  | V  | V  | N  | N  | N  | P  | V  | N  | P  | P  | P  | V  | V  | P  | P  |
| Posizione | 13 | 9 | 8 | 4 | 5 | 4 | 4 | 5 | 6 | 7  | 9  | 10 | 11 | 10 | 10 | 11 | 10 | 10 | 10 | 9  | 11 | 10 | 11 | 9  | 7  | 8  | 9  | 9  | 10 | 8  | 8  | 10 | 10 | 11 | 10 | 10 | 11 | 12 |

Legenda:

Luogo: C = Casa; T = Trasferta. Risultato: V = Vittoria; N = Pareggio; P = Sconfitta.

### Statistiche dei giocatori
| D. Bernhardt     | 33 | 0  | 1  | 0 |
| M. Bär           | 33 | 6  | 2  | 0 |
| N. Feil          | 5  | 0  | 0  | 0 |
| T. Geyer         | 36 | 0  | 2  | 0 |
| R. Husic         | 5  | 0  | 0  | 0 |
| C. Kader         | 5  | 1  | 0  | 0 |
| M. Layer         | 0  | 0  | 0  | 0 |
| L. Lämmel        | 18 | 0  | 3  | 0 |
| M. Morys         | 30 | 13 | 11 | 0 |
| R. Müller        | 23 | 0  | 3  | 0 |
| A. Papadopoulos  | 1  | 0  | 0  | 0 |
| R. Preißinger    | 33 | 4  | 11 | 0 |
| T. Rehfeldt      | 34 | 1  | 5  | 0 |
| L. Schnellbacher | 35 | 10 | 4  | 0 |
| P. Schorr        | 31 | 1  | 4  | 0 |
| T. Schulz        | 20 | 0  | 7  | 1 |
| D. Stanese       | 30 | 1  | 7  | 0 |
| J. Suzuki        | 2  | 0  | 0  | 0 |
| S. Traut         | 34 | 1  | 2  | 0 |
| M. Trianni       | 20 | 1  | 1  | 0 |
| S. Vasiliadis    | 24 | 5  | 7  | 0 |
| N. Watanabe      | 2  | 0  | 0  | 0 |
| G. Wegkamp       | 33 | 2  | 1  | 0 |
| M. Welzmüller    | 32 | 2  | 11 | 1 |